# Giovanni Battista Mazzaferrata
Giovanni Battista Mazzaferrata   (mil·lenni II - 26 de febrer de 1691) fou un compositor italià.
La data exacta de naixement de Giovanni Battista Mazzaferrata és desgraciadament desconeguda, de fet, fins i tot el lloc de naixement no és cert. Diverses fonts diuen que va néixer a Como, uns altres neguen això i diuen que va néixer a Pavia. No obstant això, les fonts saben que era un alumne de T. Merula. A més, va ser "mestre de capella" a la catedral de Vercelli. També va treballar a l'"Accademia della Morte" de Ferrara i possiblement a una església de la Toscana. Mazzaferrata fou mestre de P. M. Minelli.
Se li deuen nombroses composicions vocals i instrumentals, entre elles:
- Il primo libro de Madrigali a due e tre voci, amorosi e morali (Bolonya, 1668);
- Canzonette a due voci (Bolonya, 1668);
- Canzonette e cantate a due voci (1668);
- Cantate de càmera a voce sola (Bolonya, 1677);
- Sonate a due violini, con un basseto di viola se piace (Utrech, 1682);
- Salmi concertati a 3 e 4 voci, con violini (Venècia, 1684);
- Cantate morali e spirituali a due e tre voci (Bolonya, 1690), etc.

També va escriure l'oratori L'efficacia della fede, que fou estrenat a Siena el 1684.